# Claude Digeon
Claude Digeon (* 12. Januar 1920; † Juli 2008) war ein französischer Romanist und Literaturwissenschaftler.

## Leben
Digeon habilitierte sich 1957 in Paris mit einer berühmt gewordenen Arbeit über La Crise allemande de la pensée française 1870–1914 (Paris 1959, 2. Auflage 1992). Von 1957 bis 1970 war er ordentlicher Professor für französische Literaturwissenschaft an der Universität des Saarlandes (Nachfolger: Bernard Bray) und Direktor des Institut d’Etudes françaises. Er folgte dann einem Ruf an die Universität Nizza und war dort seit seiner Emeritierung Professeur honoraire.

## Werke
- Le dernier visage de Flaubert, Paris 1946
- (Hrsg.) Gustave Flaubert, Madame Bovary. Préface de La Varende. Édition annotée, Paris 1948
- (Hrsg.) Victor Hugo, Notre-Dame de Paris. Préface de Léo Larguier. Édition annotée, Paris 1949
- (Hrsg., zusammen mit René Dumesnil und Jean Pommier) Gustave Flaubert: Correspondance inédite. Recueillie, classée et annotée. Paris 1953
- Note sur le „Journal“ de Michelet (années 1870–1874), Saarbrücken 1959
- Flaubert (Connaissance des lettres, Band 61), Paris 1970, erweiterte Auflage, Paris 2007
- (Hrsg.) Jules Michelet: Journal. Paris 1976
- Claude Faisant († 1988): Mort et résurrection de la Pléiade, publié par Josiane Rieu avec la collaboration de James Dauphiné, Guy Demerson, Claude Digeon, Georges Forestier, Véronique Magri-Mourgues, Gérard Milhe Poutingon, Paris 1998